# لامبورگینی وننو
لامبورگینی وننو (به اسپانیایی: Lamborgini Veneno) (تلفظ اسپانیایی: [beˈneno]؛ بننو) خودرویی سوپر اسپرت از محصولات لامبورگینی با تعداد تولید محدود است. این خودرو بر اساس لامبورگینی اونتادور و به مناسبت سالگرد ۵۰ سالگی لامبورگینی ساخته شده‌است. وننو برای اولین بار در نمایشگاه خودرو ژنو در سال ۲۰۱۳ به نمایش درآمد.
قیمت پایهٔ این خودرو ۴ میلیون دلار بود که اکنون با قیمتی دو برابر آن خرید و فروش می‌شود که گران‌ترین خودرو لامبورگینی و همچنین یکی از گران‌ترین خودروهای دنیا به‌شمار می‌آید.
از این خودرو سه عدد رودستر برای سالگرد پنجاه سالگی این شرکت به رنگ‌های پرچم ایتالیا ( سبز و سپید و قرمز ) ساخته شد و در کل ۱۳ مدل از این خودرو ساخته شده‌است که از این مقدار ۴ مدل کوپه و ۹ مدل رودستر است.

## نام
ریشه نامی که لامبورگینی برای این خودرو درنظر گرفته به سال ۱۹۱۴ میلادی بر می‌گردد که یکی از معروف‌ترین ماتادورهای اسپانیا یعنی José Sánchez Rodríguez بدست یکی از سریع‌ترین و وحشی‌ترین گاوهای آن زمان که وننو نام داشت، کشته شد.

## مشخصات فنی

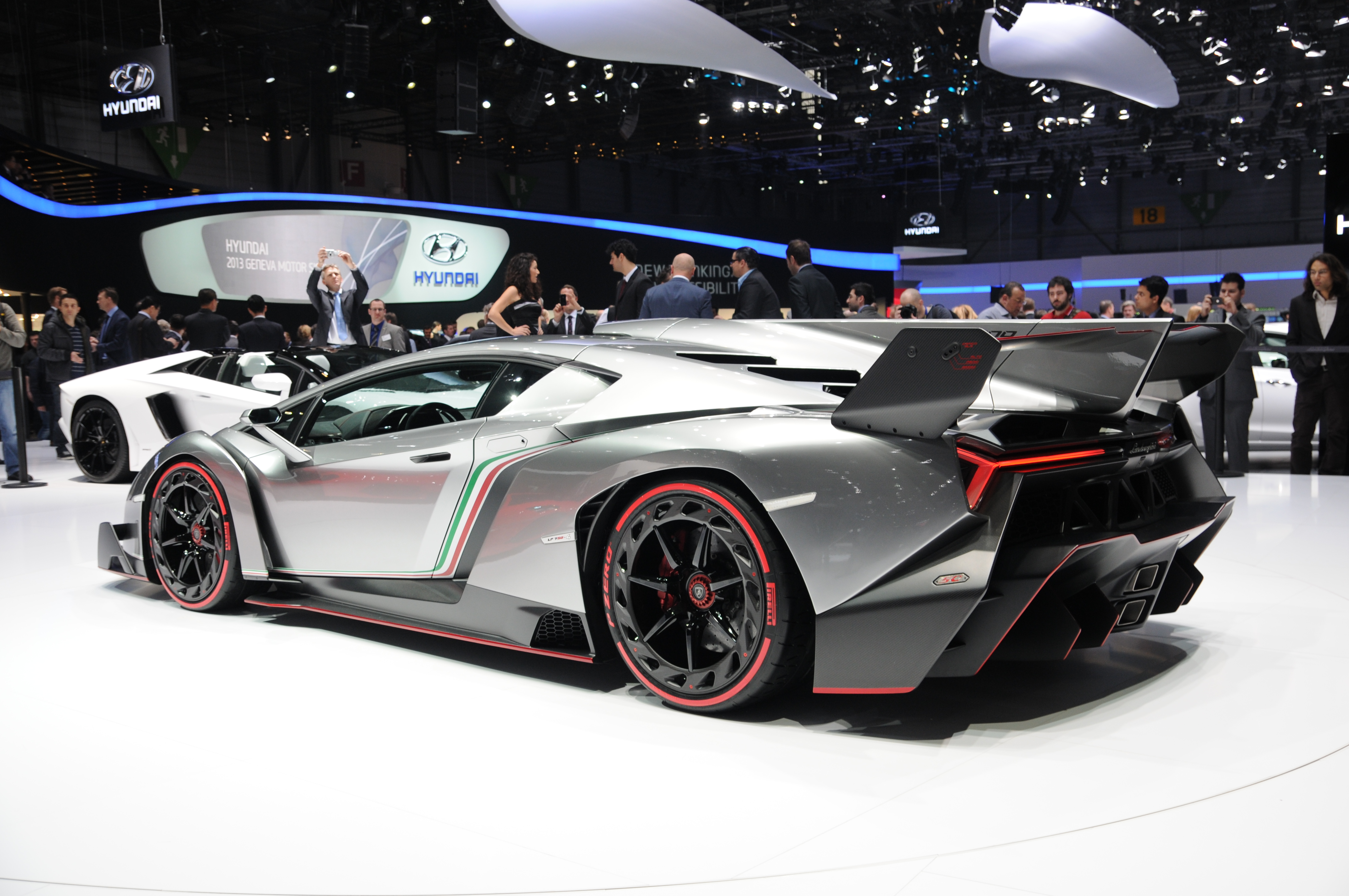
نمای عقب

وننو از موتور وی۱۲ ۶٫۵ لیتری ۶۰ درجه استفاده می‌کند که می‌تواند ۷۵۰ اسب بخار قدرت با گشتاور ۶۹۰ نیوتن متر تولید کند.
لامبورگینی وننو این نیرو را از طریق سیستم چهارچرخ محرک و سیستم انتقال قدرت به چرخ‌ها انتقال می‌دهد. پنج تنظیم جدید برای سیستم تعلیق و دمپر سرعت در دسترس است. این خودرو تنها ۱۴۹۰ کیلوگرم جرم دارد، یعنی نسبت جرم به قدرت آن ۱٫۹۹ کیلوگرم بر اسب بخار می‌شود.
این خودرو از شاسی یک تکه فیبر کربنی monocoque با جلو آلومینیوم و فریم عقب. سیستم ثابت رول نوار شده‌است استفاده می‌کند که قبلاً هم در ساخت برخی از مدل‌های آونتادور به کار گرفته شده‌است. این خودرو با کمک یک موتور ۶٫۵ لیتری وی۱۲  ( موتور خطی با ۱۲ سیلندر ) قدرتی معادل ۷۵۰ اسب بخار را داراست. وننو دارای چراغ‌های بزرگ در جلو و چراغ‌های بومرنگ مانند در عقب است. چرخ‌های جلوی این خودرو ۲۰ اینچی و چرخ‌های عقب هم ۲۱ اینچی است.

## طراحی

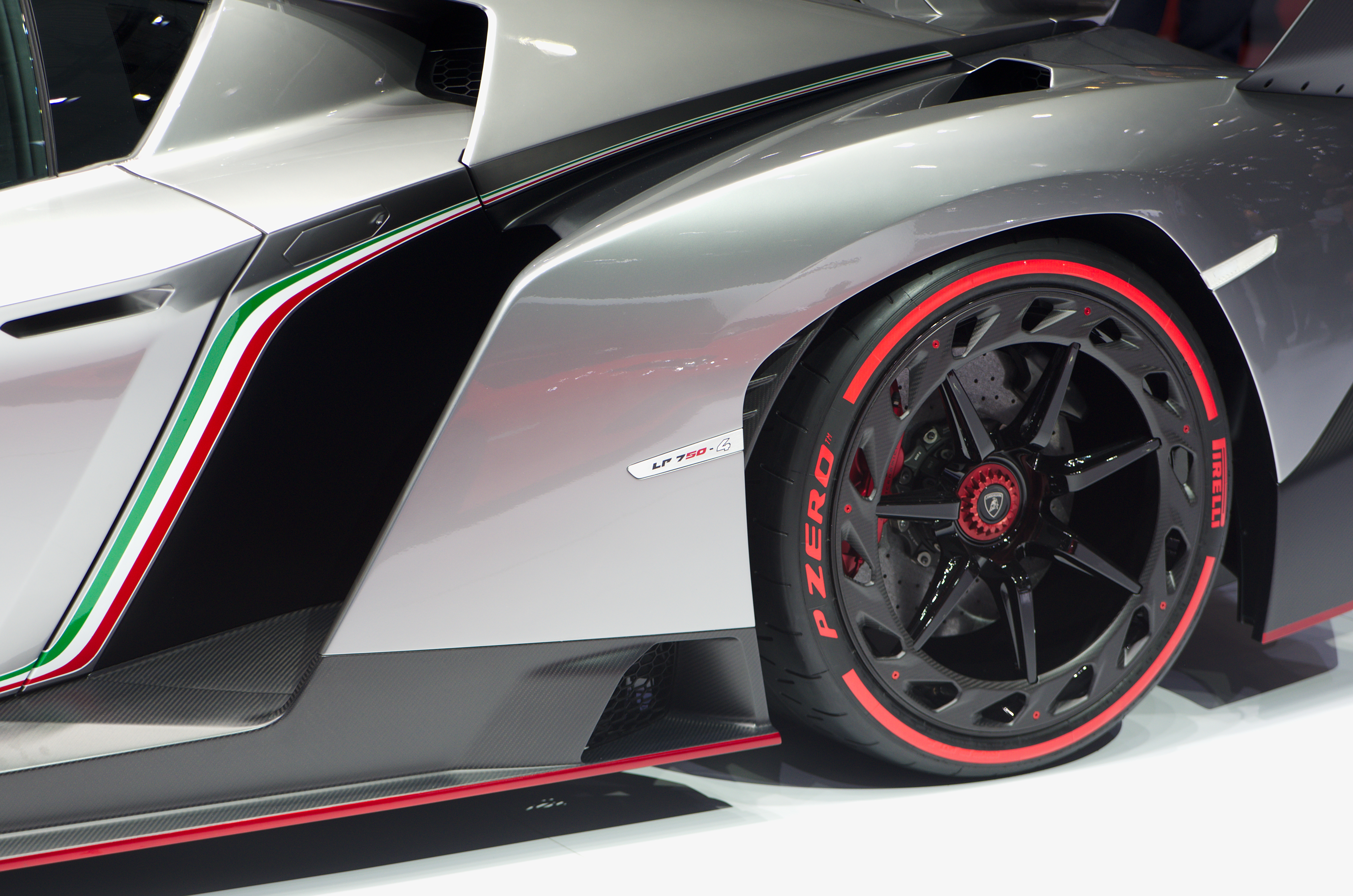
در قوس چرخ‌های عقب از لامبورگینی کونتاش الهام گرفته شده‌است و چرخ‌های توربین به خنک شدن ترمزها کمک می‌کنند.

از نظر طراحی لامبورگینی ادعا می‌کند که یک عنوان فوق‌العاده را با ویژگی‌های آیرودینامیکی خاص تولید کرده‌است. در دو جا منفذ ورودی هوا در نقاط کلیدی تعبیه شده‌اند. بال عقبی عملکرد خود را به خوبی در نیروی رو به پایین (داون‌فورس) خودرو یا همان چسبندگی به سطح انجام می‌دهد. شاسی خودرو کمی صاف است و شرایط را برای انتقال به خوبی مهیا می‌کند.

## عملکرد
حداکثر سرعت وننو ۳۵۶ کیلومتر بر ساعت (۲۲۱ مایل بر ساعت) است و ۰–۹۷ کیلومتر بر ساعت (۰–۶۰ مایل بر ساعت) را در ۲٫۹ ثانیه به ثبت می‌رساند. این خودرو با فشردن پدال ترمز پس از طی کردن ۴۰ متر از ۹۷–۰ کیلومتر بر ساعت (۶۰–۰ مایل بر ساعت) می‌رسد و در هنگام پیچیدن ۱٫۴۱ جی تولید می‌کند.

## مدل رودستر

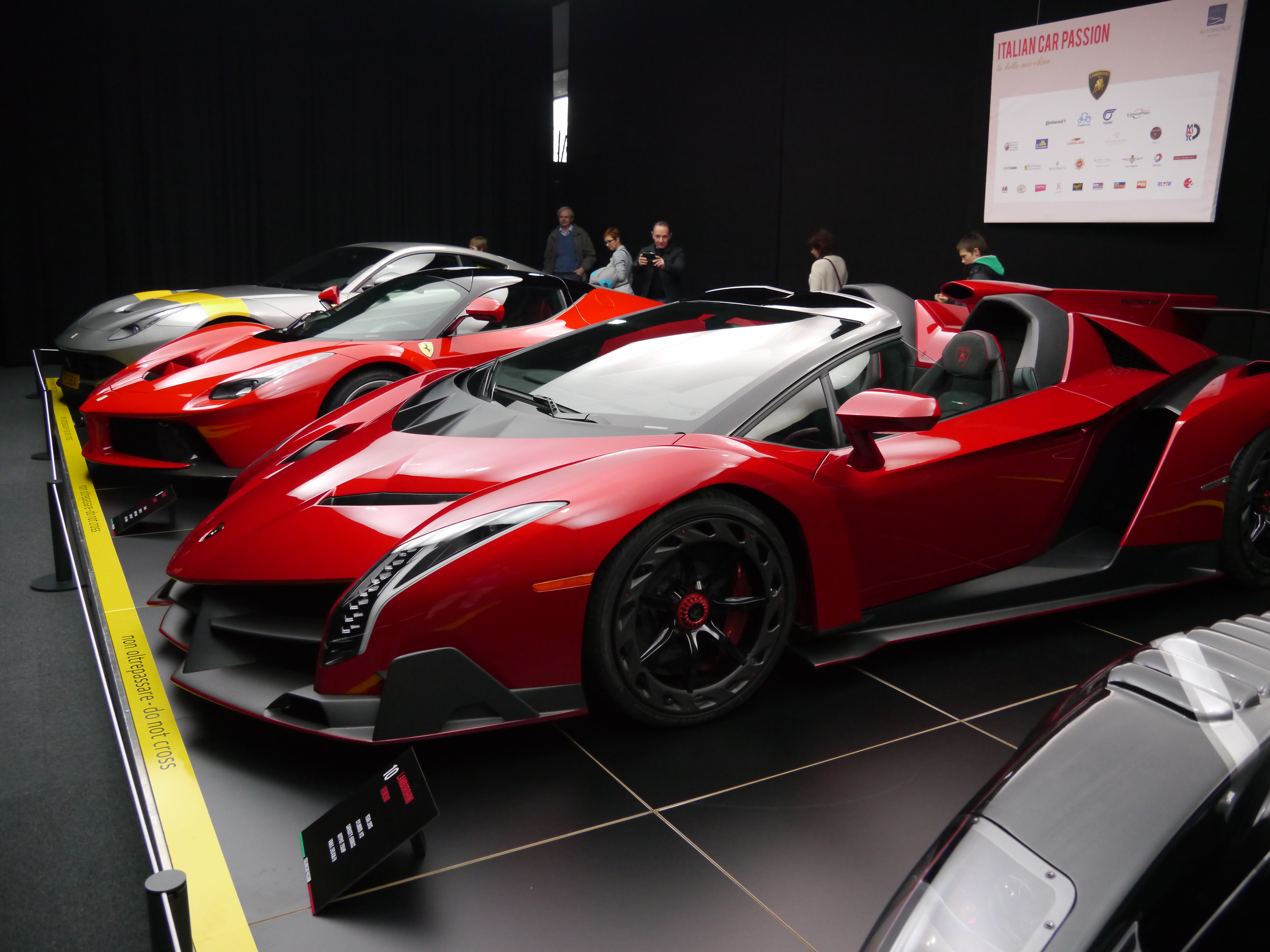
لامبورگینی وننو رودستر در موزهٔ اتوورلد واقع در بروکسل

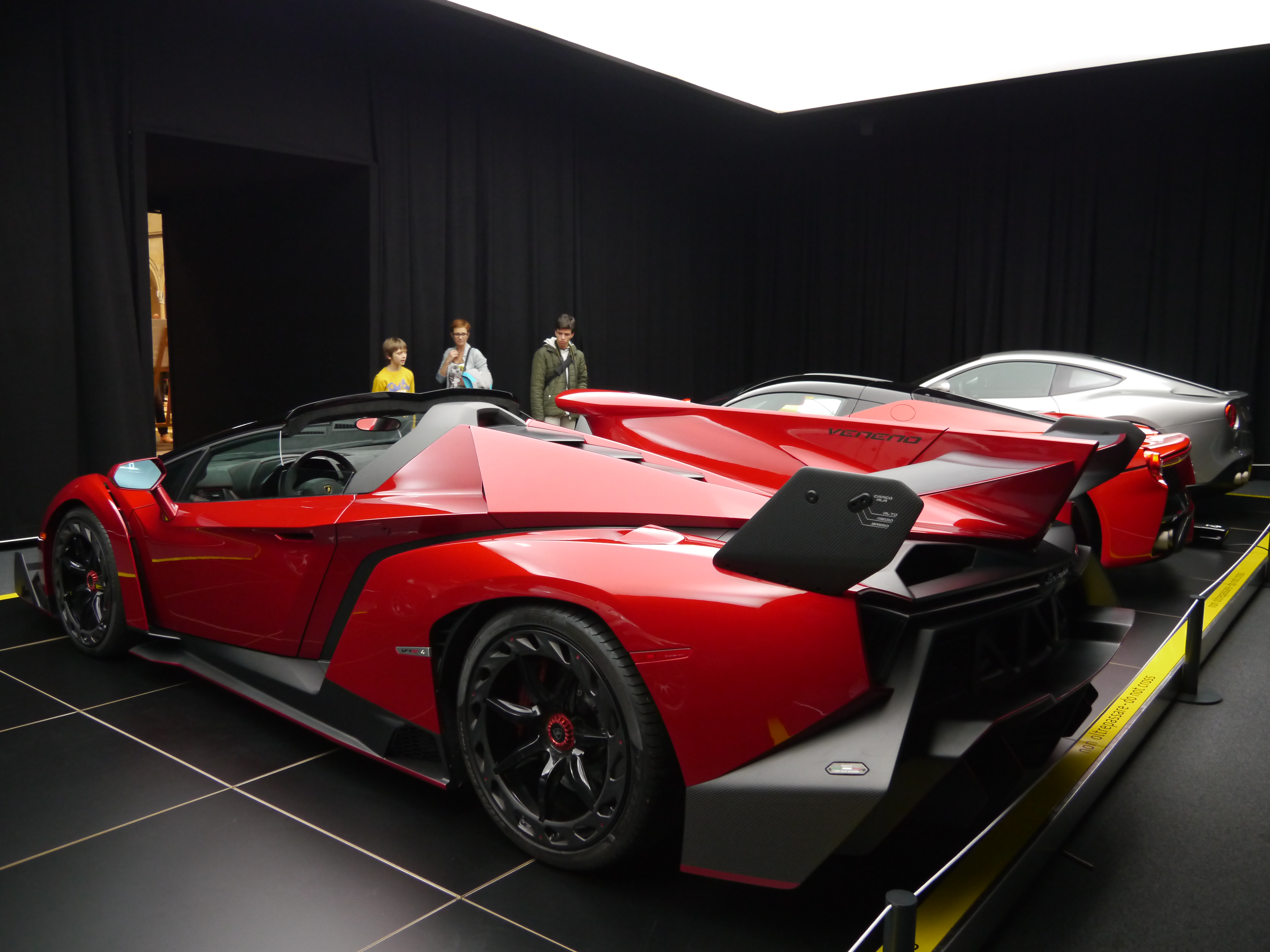
نمای عقب وننو رودستر

مدل رودستر لامبورگینی وننو در ناو هواپیمابر ایتالیایی کاوور در بندر میناء زاید ابوظبی و در سال ۲۰۱۴ رونمایی شد، و پس از آن در نمایشگاه بین‌المللی سی‌ئی‌اس لاس وگاس ۲۰۱۴ معرفی شد. مشخصات فنی این مدل با مدل کوپه یکسان است؛ اما به‌دلیل استفاده از اجزای تقویت کننده شاسی، ۵۰ کیلوگرم (۱۱۰٫۲ پوند) سنگین‌تر از همتای کوپه است. رودستر به قیمت ۳٫۳ میلیون یورو (بدون احتساب مالیات) به فروش رفت.

## تولید
لامبورگینی تنها چهار دستگاه از وننو کوپه ساخت: یک دستگاه برای موزهٔ کارخانه و سه دستگاه برای مشتریان که همگی به رنگ گریجیو متالورو و با رنگ‌های جانبی قرمز، سبز و سفید بودند. علاوه بر مدل کوپه، ۹ دستگاه از مدل رودستر نیز تولید شد که همگی مطابق میل مشتریان شخصی‌سازی شده بودند.